# ويبستر أندرسون
ويبستر أندرسون (بالإنجليزية: Webster Anderson)‏ هو عسكري أمريكي، ولد في 15 يوليو 1933 في وينسبورو في الولايات المتحدة، وتوفي في 30 أغسطس 2003 في مقاطعة فيرفيلد في الولايات المتحدة بسبب سرطان القولون.